# Japan Oil, Gas and Metals National Corporation
A Japan Oil, Gas and Metals National Corporation (独立行政法人石油天然ガス・金属鉱物資源機構, Sekiyu ten'nen gasu kinzoku kōbutsu shigen kikō, JOGMEC), é uma Instituição Administrativa Independente do governo japonês que foi criada no ano de 2004 quando a antiga Japan National Oil Corporation fundiu-se com a antiga Agência de Mineração de Metal do Japão.

## História
O JOGMEC integra funções corolárias numa entidade administrativa. A antiga Japan National Oil Corporation (JNOC) tinha a tarefa de garantir um fornecimento estável de petróleo e gás natural para uso do Japão. A antiga Agência de Mineração de Metal do Japão (MMAJ) foi encarregada de garantir um fornecimento estável de metais não-ferrosos e recursos minerais para uso do Japão. Maiores eficiências foram alcançadas pela combinação de duas burocracias com missões semelhantes.  A JOGMEC foi criada em 2004 de acordo com a Lei de 2002 sobre a Corporação Nacional Japonesa de Petróleo, Gás e Metais. 
Em março de 2013, a JOGMEC tornou-se a primeira empresa a extrair com sucesso o hidrato de metano dos depósitos do fundo do mar.  

## Atividades
O Centro Geológico de Sensoriamento Remoto por Satélite da JOGMEC em Lobatse, Botswana foi criado em parceria com o Departamento de Pesquisa Geológica do país da África Austral em julho de 2008. A parceria Japão-Botswana trabalha em conjunto no desenvolvimento da exploração de minerais por meio de métodos como sensoriamento remoto. 
A JOGMEC realizou a primeira mineração em mar profundo em "larga escala" do mundo de depósitos minerais de fontes hidrotermais em agosto-setembro de 2017. Esta mineração foi realizada no campo de ventilação 'Izena hole/cauldron' dentro da bacia conhecida como Okinawa Trough.
A JOGMEC administra estoques de metais raros em conjunto com empresas privadas. 